# 234 Barbara
Barbara (định danh hành tinh vi hình: 234 Barbara) là một tiểu hành tinh ở vành đai chính. Ngày 12 tháng 8 năm 1883, nhà thiên văn học người Mỹ gốc Đức Christian H. F. Peters phát hiện tiểu hành tinh Barbara khi ông thực hiện quan sát ở Clinton, New York, Hoa Kỳ và không biết rõ nguồn gốc tên của tiểu hành tinh này.
Tiểu hành tinh Barbara được phân loại là một tiểu hành tinh kiểu S bằng đá dựa trên quang phổ của nó. Các quan sát về đường cong ánh sáng và che khuất các ngôi sao cho thấy bề mặt của Barbara có những vùng lõm lớn. Năm 2009, dựa trên những quan sát của Kính thiên văn Rất Lớn thuộc ESO, người ta phát hiện ra 234 Barbara có thể là một tiểu hành tinh kép.